# 오규 소라이

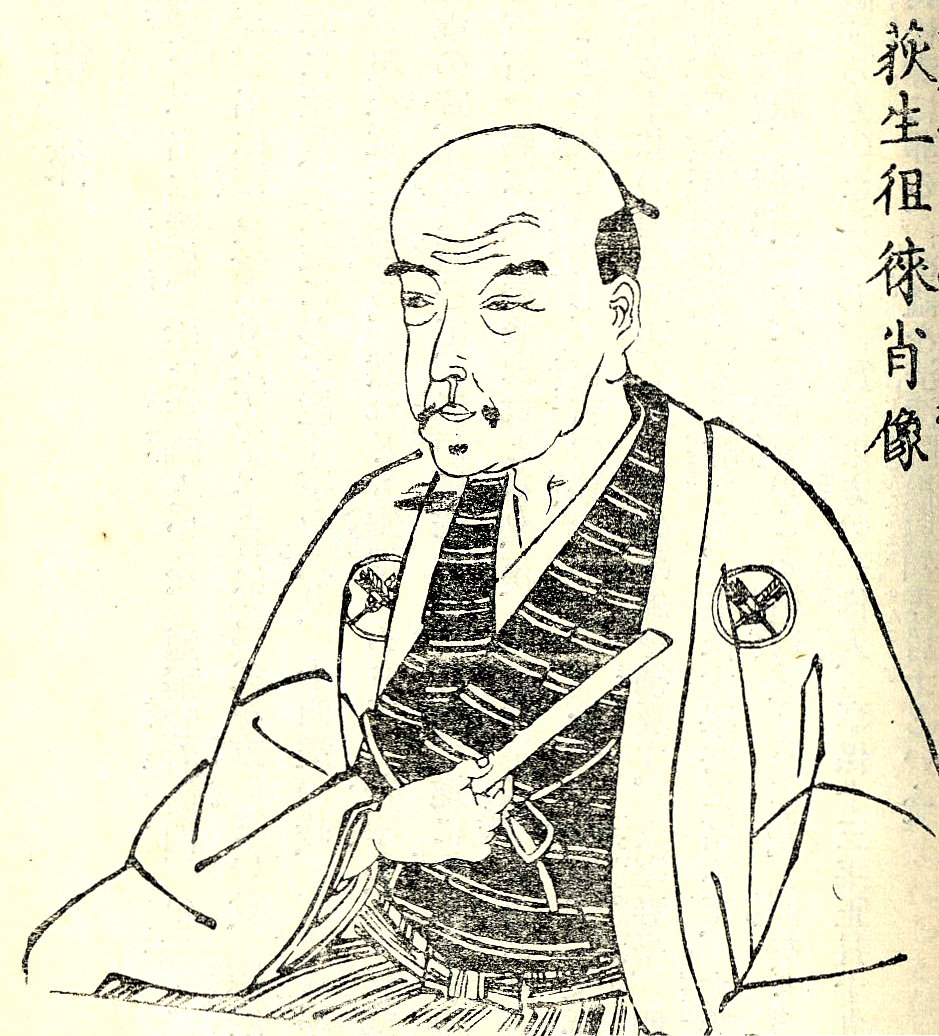
《선철상전(先哲像傳)》에 실려 있는 오규 소라이의 초상화

오규 소라이(일본어: 荻生徂徠, 1666년 3월 21일 ~ 1728년 2월 28일)는 에도(江戶) 중기의 유학자(儒學者)·사상가·문헌학자이다. 소라이는 그의 호(號)이고, 본래의 이름은 오규 나베마쓰(荻生雙松), 본성(本姓)은 모노노베(物部)이다. 자는 시게노리(일본어: 茂卿)이며 통칭은 소고에몬(일본어: 總右衛門)이다.

## 생애
에도에서 5대 쇼군 도쿠가와 쓰나요시의 시의(侍醫)였던 오규 가게아키(荻生景明)의 아들로 태어났으며, 어린 시절에 하야시 가호(林鵞峰)·하야시 호코(林鳳岡)로부터 학문을 배웠다. 그러나 열네 살 때인 엔포 7년(1679년)에 쇼군이 되기 직전이었던 쓰나요시의 분노를 산 아버지가 에도에서 쫓겨나 칩거하게 되면서, 어머니의 고향인 가즈사국의 혼나무라(本納村, 지금의 모바라시)로 이주해 살았다. 이곳에서 그는 13년동안 중국과 일본의 서적과 불경을 독학했고, 이 시간이 훗날 그의 학문적 토대가 되었다. 특히 하야시 라잔의 《대학언해》(大學諺解)를 몇 번이고 반복해서 읽은 것이, 소라이 학문의 기초가 되었다. 본인도 가즈사에서 살던 시절을 회고하면서 자신의 학문은 이곳에서의 수학 과정을 기록한 《남총지력》 (南總之力)으로 완성되었다고 말하고 있다.
겐로쿠(元錄) 5년(1692년)에야, 아버지가 사면되면서 에도로 돌아올 수 있었다. 이때 그의 나이 27세였다. 에도로 돌아온 뒤에도 학문에 전념하여, 지증상사(芝增上寺) 옆에 주쿠(塾, 글방)을 열었지만, 초기에는 궁핍함을 면치 못해 끼니조차 제대로 해결하지 못하고, 근처에 살던 두부 장사꾼의 도움을 받아야만 했다.
겐로쿠 9년(1696년), 31세의 나이로 5대 쇼군 쓰나요시의 측근이자 막부의 소바요닌이었던 가와고에 번(川越藩)의 번주 야나기사와 요시야스에게 발탁되어 녹미를 지급받으며 그를 섬겼다. 나가사키에서 그는 일반 유학자로서는 있을 수 없었던 가정교사를 부른다. 그는 중국인 교사를 두고 발음 공부를 했다. 소라이는 야나기사와 저택에 불려가 학문을 강연하기도 하고 정치상의 주요 자문에 응하면서 쇼군 쓰나요시의 눈에도 들게 된다. 겐로쿠 14년(1701년)에 일어난 겐로쿠아코 사건(元禄赤穂事件), 이른바 추신구라(忠臣蔵) 사건 때에도 소라이는 여러 성리학자들과 함께 자문에 참여하였다.
그러나 소라이의 나이 44세 때인 호에이 6년(1709년), 쇼군 쓰나요시가 사망하고 요시야스가 실각하면서 야나기사와 저택을 나와서 니혼바시(日本橋) 가야바 정(茅場町)에 옮겨, 그곳에서 호엔주쿠(蘐園塾)라는 사숙(私塾)을 열었으며, 이후 이곳에서 그의 제자들을 중심으로 한 하나의 학파를 형성하기에 이른다(호엔 학파). 덧붙이면, 호엔주쿠라는 이름은 호엔주쿠가 위치해 있던 가야바초의 지명과도 관련이 있는데, 인근에 작가였던 다카라이 기카쿠(寶井其角)가 살고 있어 "매화꽃 향기 옆에 오규 소에몬이" (梅が香や隣は荻生惣右衛門)"라는 시구가 전해지고 있다.
교호 원년(1716년)경부터 소라이는 자신의 저서인 《논어징》(論語徵)의 집필을 시작했다. 이는 1712년에 발간된 이토 진사이의 《논어고의》에 대한 반박과 기존의 일본 유학계를 지배하던 사상인 주자학, 《주자집주》에 대한 비판의식에서 비롯된 것이었다. 교호 2년(1717년) 소라이는 자신의 학문의 기본 방향과 성과를 《학칙》, 《변도》, 《변명》 등의 작품으로 정리하였으며, 1718년 《논어징》의 초고를 완성하였다.
교호 7년(1722년) 이후는 8대 쇼군 요시무네(吉宗)의 신임을 얻어 그의 자문을 맡아, 기존의 추방형을 자유형(自由刑)으로 대체할 것을 진언하기도 했다. 대담한 성격에 자부심도 강하고 중국어에도 통달했다고 하며, 이후로도 계속해서 호엔주쿠를 통해 많은 제자들을 길러냈다.
교호 13년(1728년)에 향년 63세로 숨을 거두었다. 묘소는 지금의 일본 도쿄도 미나토구의 나가마쓰 사(長松寺)에 있다. 그가 죽고 9년이 지난 1737년에 《논어징》이 발간되었다.

### 소라이학의 성립과 경세 사상

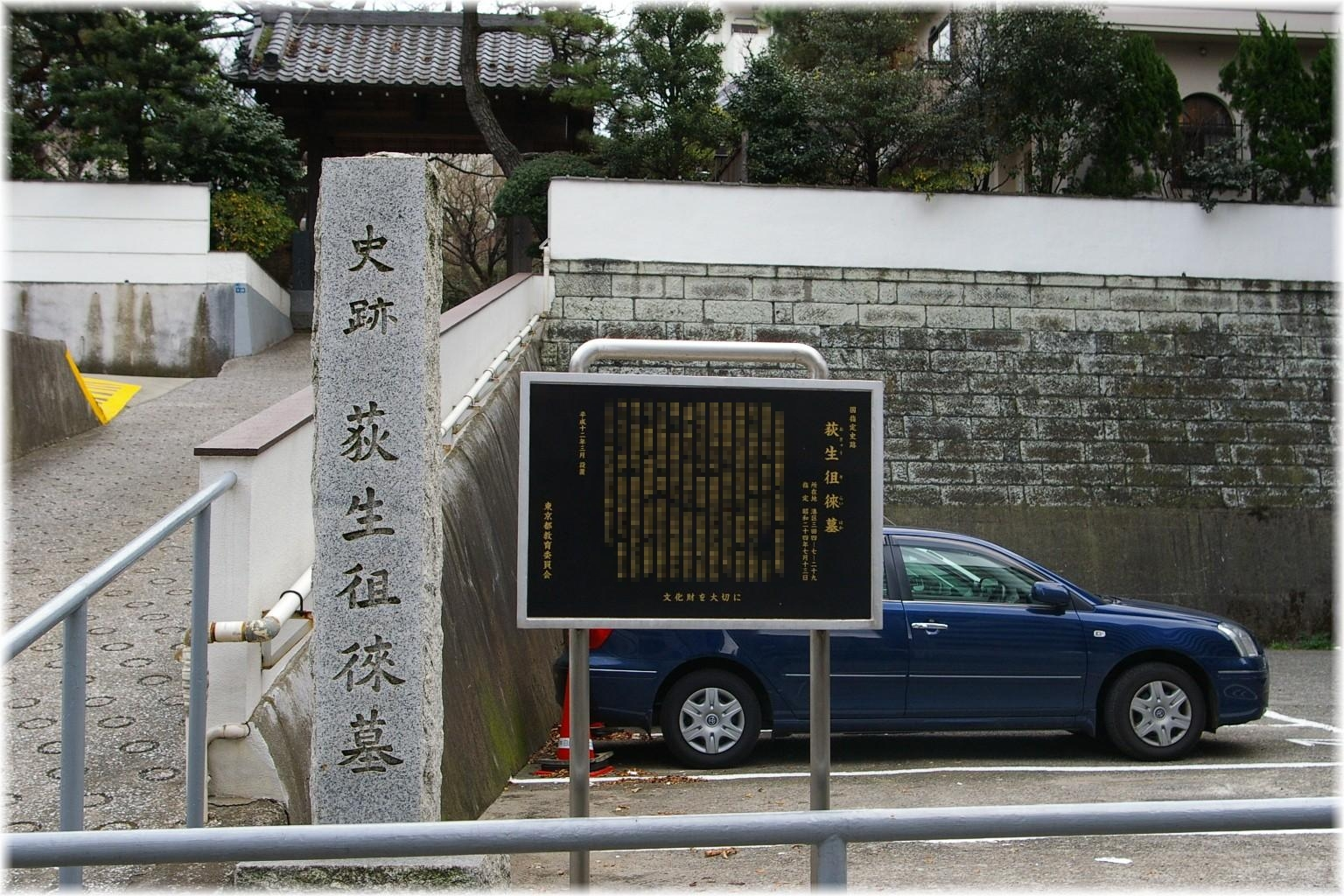
오규 소라이의 무덤

소라이는 기존의 주자학을 "억측에 근거한 허망한 설일 뿐이다!"라고 강하게 비판하면서, 주자학에 입각한 고전 해석을 거부하고 고대 중국의 고전을 독해하는 방법론으로서의 고문사학(古文辭學)을 확립했다. 당시 일본의 지식계급은 한문을 읽고 쓸 줄 알았고 중국 고전을 완전히 자기 교양으로 삼았다. 그런데 거기에 대해 소라이는 "우리가 읽고 있는 《논어》 《맹자》라는 것은 외국어로 쓰여 있다. 우리는 옛날부터 번역해서 읽고 있을 뿐이다"라고 폭탄선언을 했다. "유붕(有朋)이 자원방래(自遠方來)하니 불역낙호(不亦樂乎)아"라고 읽고서는 《논어》를 읽었다고들 말하지만, 과연 그걸로 《논어》를 충실히 이해하고 있는지 어떤지는 의문이라면서 소라이는 일본어와 중국어는 기본적으로 문법구조가 다른데 그것을 한문식으로 뒤집어 읽어서는 '야마토 냄새(和臭)'를 면할 수 없다고 비판했다. 일본어 냄새를 풍기며 읽고 있는데도 마치 중국의 고전을 그대로 읽고 이해한 양 착각하고 있다는 것이다. 이런 발상이 처음으로 담긴 소라이의 저작이 《역문전제(譯文筌蹄)》이며 그 초편(初編)의 머리글에 이렇게 써 있다.

"이쪽 학자들은 방언(곧 일본어-옮긴이)을 가지고 쓰고 읽으면서 이를 가리켜 화훈(和訓)이라고 한다. 이것을 훈고(訓詁)라고 이해하지만 실은 번역이다. 그런데도 사람들은 그것이 번역임을 모른다."

"저쪽에는 당연히 저쪽의 언어가 있다. 중화(中華)에는 당연히 중화의 언어가 있다. 언어의 체질이 본디 달라서 어느 것에 의거한들 딱 들어맞질 않는다. 이런데도 화훈으로 에둘러 읽고서 통할 것 같다고 한다. 그러나 사실은 견강부회일 뿐이다. 그래서 세상 사람들은 반성하지 않고 책을 읽고 글을 쓸 때 그저 화훈에만 따른다."

예를 들어 한자 정(靜)과 한(閑)의 일본어 훈은 모두 '시즈카(しずか)'다. 중국어로는 다른 한자로 표기되어 있지만 훈이 같아져 버리기 때문에, 화훈으로 훈독할 경우에 일본인은 중국의 시나 문장의 진정한 의미를 잃어버리게 된다. 그의 《역문전제》는 '시즈카'로 발음되는 한어를 전부 늘어놓고 이것은 중국에서 이러저러한 의미라고 밝히는 일종의 자전(字典)이다. 하지만 소라이는 문법도 다르고 질적으로도 다른 중국어를 일본어로 바꿔 읽고 있는 것이 번역임을 의식하지 못하는 일본인들이 자신들이 지금 번역을 하고 있다는 것을 알기만 한다면, 중국어의 구조를 중국인 이상으로 더 잘 이해할 수 있다면서 긍정적인 주장도 한다. 중국인은 별 생각 없이 자기 언어를 사용하니까 자기 언어와 사상의 참모습을 모를 수도 있다는 것이다.
《역문전제》의 성립 연대는 확실치 않지만, 대략 쇼토쿠 연간 이전일 거라고 생각한다. 그 시대에 이미 '고문사(古文辭)'라는 용어를 사용했다. 소라이는 교호 원년 이후 《논어징》 등을 잇달아 쓰기 전에, 그런 비교언어학이라고나 할 방법론을 의식하고 있었던 것이다. 따라서 '고문사'는 언어학으로서 시작된 것이고, 경학으로서의 소라이학이 형성되는 것보다 빠르다.
소라이는 야나기사와 요시야스나 8대 쇼군 요시무네에 대한 정치적 조언자였고, 그가 요시무네에게 제출한 정치 개혁론인 《정담》(政談)에는 그의 정치사상이 구체적으로 나타나 있다. 서양 사상사에서 정치와 종교를 분리해서 해석했던 마키아벨리처럼, 일본 사상사의 흐름 속에서 종교적 도덕에서 정치를 분리해 내려는 획기적인 저작이었다. 이후 본격적인 경세사상(경세론)이 태어났다. 정담은 쇼군에게 바친 책이었고 비밀에 부쳐졌기 때문에 출간된 것은 메이지 유신 이후인 1868년이었다.
소라이는 밖으로 드러난 것이 중요하지 마음 속에서 이렇다 저렇다 말하는 것은 불교라고 했다. 불교에서는 내면성을 묻지만 유교에서는 인간관계를 문제로 삼는다고 말하는 것이 기본적으로 소라이학이다. 따라서 정치철학이 되는 것이다. 도덕과 정치를 구별하고, 내면을 묻지 않는 소라이학을 넘어 제자인 다자이 슌다이(太宰春臺, 1680~1747)는 외형으로 나타날 때 비로소 문제를 삼는다고 해서 규범을 철저히 외면화해버림으로써 소라이학을 논쟁거리로 만들었다.

### 아코 로시 사건에 대한 소라이의 입장
흔히 '추신구라'로 알려져 있는, 겐로쿠 시대에 일어난 아코 로시 사건에서, 아코 로시 47인에 대한 처분을 논의하는 자리에서 하야시 호코를 비롯해 무로 규소(室鳩巢)·아사미 게이사이(淺見絅齎) 등이 그들을 칭찬하여 목숨만은 구해주자는 주장을 펼친 것에 맞서서, 소라이는 그들을 의사(義士)로서 인정은 하되 목숨을 구해주는 일 없이 전원에게 셋푸쿠(切腹)를 명해야 한다는 주장을 펼쳤다. 《소라이 의률서(徂徠擬律書)》라 불리는 문서에 따르면, 소라이는 이 자리에서 "도는 스스로를 깨끗이 하는 길이며, 법은 천하의 규정입니다. 예로서 마음을 다스리고 도로서 일을 다스리는 것인데, 지금 46인의 사무라이(士)들은 그 주군을 위해 원수를 갚았으니 이는 사무라이로서의 수치가 무엇인지를 아는 것입니다. 스스로를 깨끗이 하는 도리로서 그 일은 의롭다 할 만 하나, 그 무리들에게만 한정하여 처결한다면 결국은 사사로운 의론이 되고 말 것입니다. 그 이유를 논하자면 원래 나가노리(長矩)는 저택 안에서 거리낌없이 행동한 죄를 받은 것인데, 또 다시 기라 씨(吉良氏)가 이를 복수한다며 공의의 허락도 받지 않고 소동을 기획한다 해도 법이라 하여 허용해야 할 것입니다. 지금 그 46인의 죄를 결정함에 사무라이의 예로 셋푸쿠를 명한다면 우에스기 가(上衫家)의 원도 헛되지 않을 것이며 그들의 충의를 가벼이 대하지 않는 도리로서 심히 공론이라 할 것입니다. 만약 사사로운 의론으로 공론을 해치게 된다면 이후 천하의 법이 서지 못하게 되고 말 것입니다." 이라고 말하고 있다. 아코 로시 47인의 충정보다는 이들의 행동이 가져올 정치적 영향에 관심을 두고, 충성이라는 도덕적인 기준보다는 천하의 법도라는 정치적 입장에서 그들의 단죄를 주장한 것이다. 소라이는 천하의 대법을 어겼으니 사죄에 처해야 마땅하지만 그들의 행동은 '사'의 도(道)로서는 훌륭하므로 목을 쳐서는 안 되고 할복의 예(禮)로 처리해야 마땅하다고 했다.
이처럼 소라이는 공(公)과 사(私)의 구별을 아주 분명히 했다. 소라이는 '사'를 나쁘다고 하지 않았으며, '사'의 영역에 속하는 것과 '공'의 영역에 속하는 것이 서로 구별된다고만 했다. 따라서 문학처럼 '사'의 영역에 속하는 데에 권선징악의 잣대를 들이밀어서는 안된다고 말했다. 문학은 일종의 사적 작업인지라 천하국가론과는 관계가 없으며, 필생의 업으로서 사명감을 갖고 있는 자신의 학문 역시 사적 작업이라고 했다. 따라서 통치하는 것과 학문을 한다는 것은 영역의 구별이지 가치의 구별은 아니라고 명시했다.

#### 소라이의 두부
일본의 만담이나 강담 같은 전통대중예술에서 상연되는 목록의 하나인 '소라이의 두부'는, 쇼군의 어용학자가 된 소라이와 그가 가난했던 시절의 소라이의 은인이었던 두부 장수가 이 아코 로시 사건을 계기로 재회하는 이야기이다.
널리 알려진 스토리는 다음과 같이 전개된다. 소라이가 아직 가난한 학자였던 시절에 굶주림을 견디다 못해서 돈도 없이 두부를 주문해서는 점포 앞에서 먹어 버렸다. 하지만 두부 장수는 그것을 용서해 주었을 뿐 아니라 그 자신도 가난한 처지이면서 소라이에게 많은 지원을 해 주었다. 그 두부 장수는 아코 로시 사건이 있은 다음날 가게가 화재로 불타버리는 바람에 졸지에 길거리에 나앉게 되었는데, 이 처지를 알게 된 소라이는 새 가게를 열 돈과 자리를 두부 장수에게 주었지만, "의사(義士)에게 셋푸쿠를 시킨 소라이가 주는 도움 따위, 에도 사람으로서 받을 수 없다"며 두부 장수는 딱 잘라 거절했다. 이에 소라이는 "두부 장수께선 가난하여 돈도 없이 두부를 먹은 저의 행위를 '출세하거든 갚게나.' 하고 너그럽게 봐주셔서 도둑이 되지 않도록 저를 구해 주셨습니다. 그때 법을 굽히지 않는 한계 안에서 정을 베풀어 주셨기에 지금의 내가 있는 것입니다. 저도 학자로서 법을 굽히지 않고 그 로시(浪士)들에게 베풀 수 있는 가장 큰 정을 베풀었으니, 이는 두부 장수께서 제게 하신 것과 같습니다."라며 법의 도리를 말하고, 게다가 "무사라는 자가 아름답게 피어난 이상 보기 좋게 지게 해주는 것도 정을 베푸는 것이며, 무사의 큰 칼은 적을 위해 존재하지만 작은 칼은 그 자신을 위해 존재하는 것입니다."라며 무사의 도덕에 대해 설파했다. 두부 장수도 이에 납득하고 소라이의 도움을 기꺼이 받고, 로시들의 셋푸쿠와 소라이로부터 받은 선물을 가리키며 "선생님께서는 해를 위해 자신의 부담을 떼어 주셨다"라고 두부 장수가 외치는 데서 이야기는 끝난다.

## 저작 목록
- 『弁道』
- 『弁名』
- 『擬自律書』
- 『太平策』
- 정담『政談』
  - 임태홍 역, 서해문집. 2020.
- 『学則』
- 논어징『論語徴』
  - 임옥균 · 임태홍 역(譯) 《논어징》(전3권), 2010년, 소명출판
- 『孫子国字解』
- 『明律国字解』
- 『荻生徂徠全詩』 荒井健・田口一郎 訳注、平凡社〈東洋文庫〉全4巻、2020年3月-
- 『荻生徂徠全集』は、みすず書房と河出書房新社から出版されたが、各・未完結である[8]。

## 참고 문헌
- 마루야마 마사오 저, 김석근 역 《일본정치사상사연구》1995년, 통나무
- 미나모토 료엔 《도쿠가와 시대의 철학 사상》 2000년, 예문서원